# 亞納庫斯馬山
亞納庫斯馬山（Yana Kusma），是秘魯的山峰，位於該國中南部阿亞庫喬大區，由萬卡桑科斯省的桑科斯區負責管轄，屬於安地斯山脈的一部分，海拔高度4,540米。